# Referendum zur Staatsform Irans im März 1979

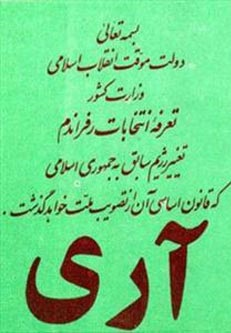
„ja“ Stimmzettel

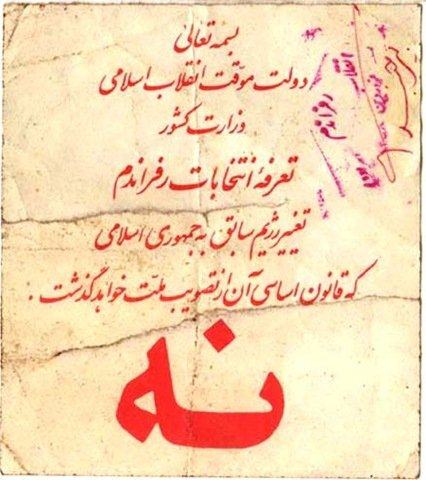
„nein“ Stimmzettel

Ruhollah Chomeini, 1978

Das Referendum zur Staatsform Irans im März 1979 wurde von dem Ajatollah Ruhollah Chomeini ausgerufen und sollte dem iranischen Volk die Möglichkeit geben, für die Annahme einer Islamischen Republik mit „ja“ oder „nein“ abzustimmen. Am 30. und 31. März 1979 durfte darüber abgestimmt werden. Die Wahlzettel der nicht geheimen Wahl waren farblich unterschiedlich: für die Islamische Republik – grün, gegen die Islamische Republik – rot. Das Referendum wurde von Chomeini mit den Worten umschrieben:

„Wollt ihr die Islamische Republik oder das Schahsystem?“

## Ergebnis und Folgen
Im Referendum stimmten nach offiziellen Angaben 98,57 % aller Wähler bzw. 99,31 % der Wähler, die eine gültige Stimme abgaben, für die Islamische Republik:
|          | Stimmen    | %     |
| -------- | ---------- | ----- |
| Ja       | 20.147.855 | 98,57 |
| Nein     | 140.996    | 0,69  |
| ungültig | 151.257    | 0,74  |
| Summe    | 20.440.108 | 100 % |

Ruhollah Chomeini rief daraufhin am nächsten Tag die Islamische Republik aus. Der deutsche Botschaftsrat Gert Strenziok vermeldete am 2. April 1979: 

„Am 1.4. mittags, einen Tag nach dem Referendum und noch bevor die Stimmen vollzählig ausgezählt waren, hat Khomeini von seiner Residenz in Qom aus die ‚Islamische Republik‘ ausgerufen. Das Innenministerium gibt heute als vorläufiges Wahlergebnis bekannt: Wahlberechtigte 18 Mio., Wahlbeteiligung 98 Prozent, davon Ja-Stimmen 97 Proz. Alle drei Zahlen sind mit Sicherheit falsch.“

Der iranische Arzt Mohammed Maleki kritisierte die Wahl als große Lüge und Fälschung. Bei der letzten Volkszählung sollen 18.798.200 Iraner über 16 Jahre alt und damit wahlberechtigt gewesen sein. Bei einer Wahlbeteiligung von 60–65 % wären höchstens 12 Millionen Wählerstimmen zu verzeichnen gewesen. Er untermauert dies mit einer Erklärung des Innenministeriums, nachdem 15 Millionen Iraner unter 16 Jahren und 4 Millionen Iraner auf dem Hochland leben und nicht wählen können. Bei einer Bevölkerung von 33 Millionen wären dies nur 12 Millionen Wählerstimmen.
Das Wahlergebnis von 98,2 % ließ Chomeini in Artikel 1 der später ausgearbeiteten Verfassung aufnehmen, zusammen mit seinem Namen.